# Radusz (województwo wielkopolskie)
Radusz – leśniczówka i osada leśna w Polsce położona w województwie wielkopolskim, w powiecie międzychodzkim, w gminie Międzychód, leżąca 4 km na wschód od Sowiej Góry, 6 km na północ od Mokrzca – wsi sołeckiej.
W latach 1975–1998 miejscowość przynależała do województwa gorzowskiego.

## Historia
Leśniczówka (mająca około 100 lat) jest jedyną pamiątką po dawnej największej w Puszczy Noteckiej wsi, której centrum znajdowało się 2 km na południe od leśniczówki.
Radusz (niem. Radusch) jest pierwszą z wsi założonych na prawie olęderskim. Zasiedliło ją w 1700 roku 20 rodzin z Dolnego Śląska, których zadaniem było karczowanie lasu i osuszanie mokradeł.
W okresie Wielkiego Księstwa Poznańskiego (1815-1848) miejscowość wzmiankowana jako Radusz Olendry należała do wsi większych w ówczesnym pruskim powiecie Międzychód w rejencji poznańskiej. Radusz Olendry należał do okręgu sierakowskiego tego powiatu i stanowił część majątku Sieraków, którego właścicielem był wówczas rząd pruski w Berlinie. Według spisu urzędowego z 1837 roku wieś liczyła 555 mieszkańców, którzy zamieszkiwali 55 dymów (domostw).
W okresie międzywojennym w miejscowości stacjonowała placówka Straży Granicznej I linii „Radusz”.
W latach 30. XX w. wieś leżała po polskiej stronie, blisko granicy z Niemcami. Żyło tu 360 rodzin, w tym 27 polskich. Mieszkańcy zajmowali się głównie rolnictwem. Mimo niezbyt urodzajnych gleb wieś należała do bogatych, ponieważ średnia wielkość gospodarstw wynosiła aż 80 ha. Znajdowała się tu szkoła, kościół ewangelicki, w którym odbywały się także msze katolickie, młyn, trzy karczmy i dwa cmentarze. Drogi w tej puszczańskiej wsi utwardzono cegłami. Działał w niej również polski teatr amatorski. Polacy zajęli w Raduszu miejsca opuszczone przez niemieckich mieszkańców, którzy po 1919 r. nie chcieli przyjąć polskiego obywatelstwa i musieli przenieść się do Niemiec.
W ramach restrykcji wobec polskiej społeczności i dla poszerzenia terenów łowieckich dla dostojników, hitlerowcy już w 1940 roku wysiedlili część mieszkańców, a dwa lata później wyburzyli 42 domy. Niemcy otrzymali gospodarstwa na ziemiach polskich, a Polaków wywieziono na roboty przymusowe do Rzeszy.
Puste zabudowania przetrwały do początku lat 50. XX wieku. Cegła z rozbieranych domów została wykorzystana na budowach w Międzychodzie i odległej Warszawie. Nieliczne zabudowania, które były w najlepszym stanie, pełnią dzisiaj rolę leśniczówek. Śladem po zagrodach są zdziczałe drzewa owocowe, resztki fundamentów budynków, zasypane studnie i pamięć tych, którzy się tam urodzili.

## Izba Pamięci poświęconej Raduszowi
W wiekowej leśniczówce stworzono izbę pamięci poświęconej opuszczonej wsi.
Izba pamięci to wspólna inicjatywa Nadleśnictwa Międzychód, międzychodzkiego muzeum i Towarzystwa Rozwoju Ziemi Międzychodzkiej. Leśniczówka ma być stopniowa przekształcona w muzeum Puszczy Noteckiej.
W pomieszczeniach zgromadzono między innymi tabliczki z numerami domów, a nawet Urzędu Stanu Cywilnego. Są też mapy, fotografie, dokumenty oraz dawne sprzęty używane przez miejscowe gospodynie. Część eksponatów ofiarował były mieszkaniec Radusza Jerzy Przybylski, którego ojciec był strażnikiem granicznym. Pozostałe przekazali miejscowi regionaliści, lub pochodzą ze zbiorów muzeum i leśników. W jednym z pomieszczeń eksponowane są pojedyncze nagrobki i krzyże z miejscowego cmentarza. Izba Pamięci to jeden z przystanków powstałych ścieżek rowerowych „Śladami Radusza”. Czynna jest w soboty.

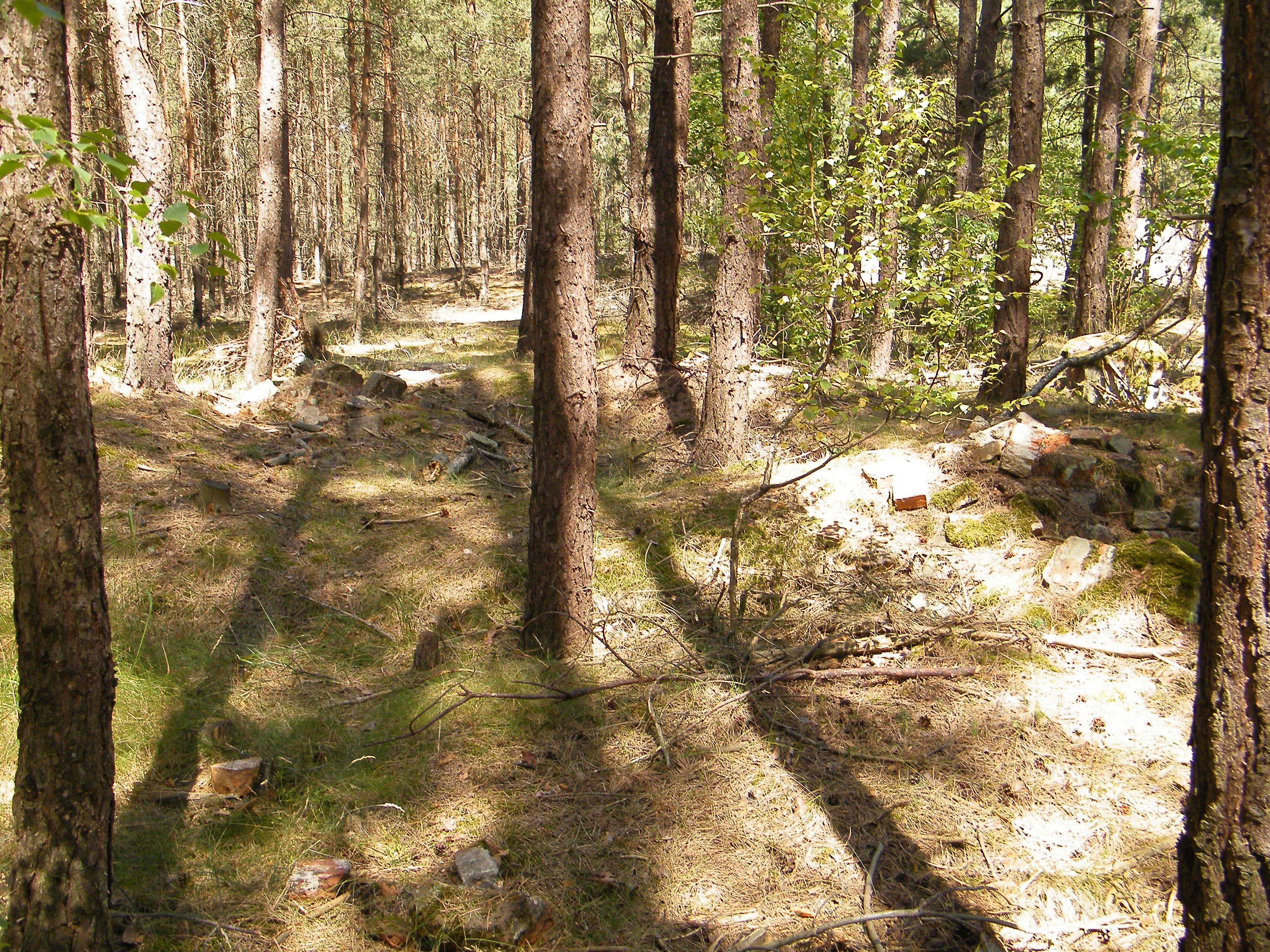
Pozostałości zabudowań

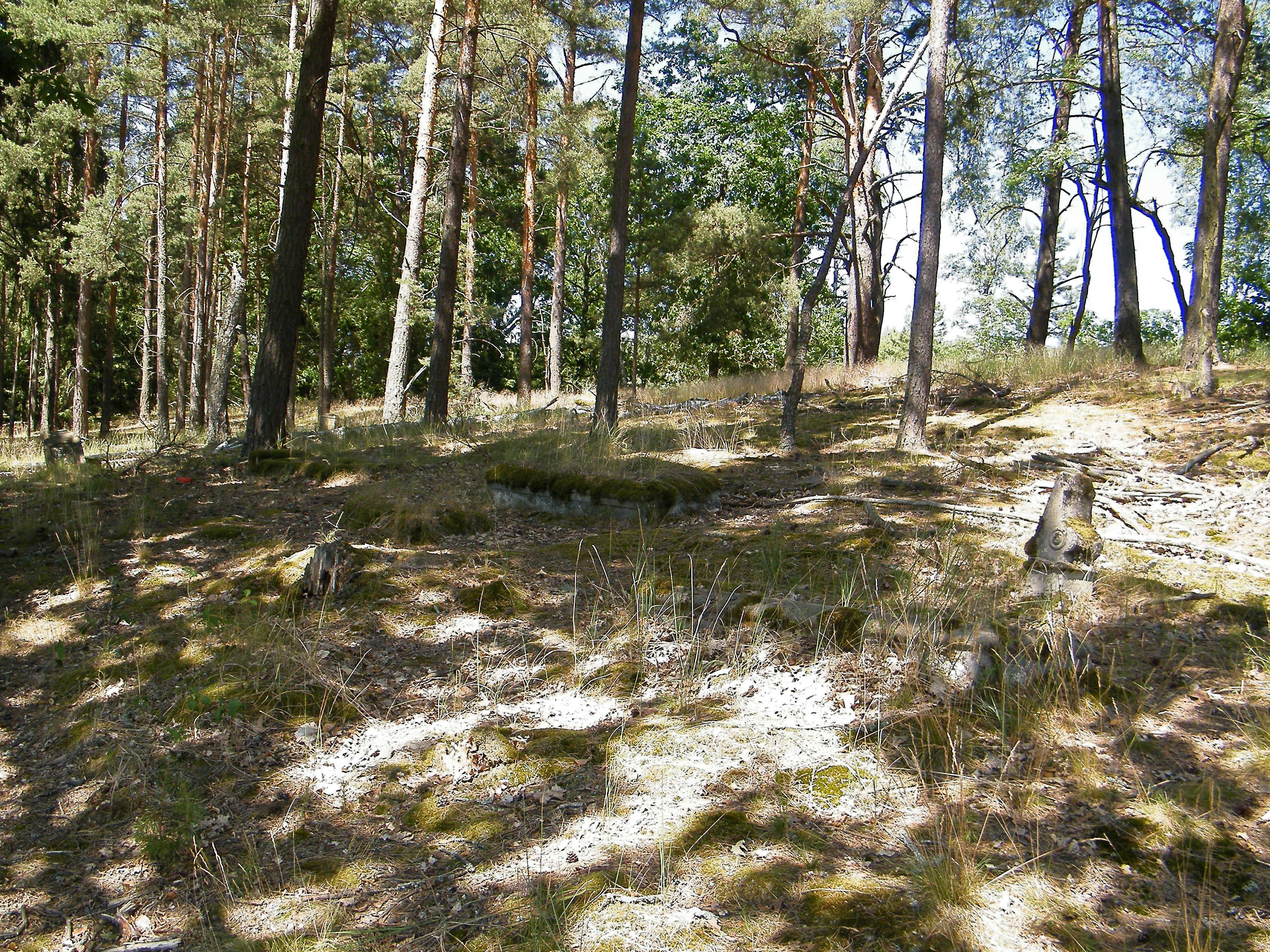
Cmentarz

## Demografia
Przed II wojną światową Radusz był największą wsią w Puszczy Noteckiej. Rozciągał się od Mokrzca do leśniczówki Błota pod Sierakowem. Na przełomie XIX i XX w., mieszkało tam około 600 osób.. W okresie międzywojennym w pobliżu przebiegała polsko-niemiecka granica, dlatego we wsi znajdował się posterunek straży granicznej, a do tego liczne placówki usługowe (karczmy, kościół, cmentarze).
Na przełomie XX/XXI w. był tu także 1 dom, w którym mieszkało 7-8 mieszkańców. W 2003 r. budynek zamieszkiwała tylko 1 osoba. Według danych z grudnia 2008 w Raduszu mieszkały już 4 osoby.